# Championnats d'Europe de trampoline 2012
Navigation
Varna 2010 édition 2014
Les 23es Championnats d'Europe de trampoline, double mini-trampoline et tumbling seniors, juniors et U21 ont lieu à Saint-Pétersbourg en Russie du 10 avril 2012 au 14 avril 2012.

## Podiums

### Senior
| Épreuves                                   | Or                                                   | Argent                                      | Bronze                                   |
| ------------------------------------------ | ---------------------------------------------------- | ------------------------------------------- | ---------------------------------------- |
| Hommes                                     |                                                      |                                             |                                          |
| Trampoline par équipe résultats détaillés  | Russie 178,555 pts                                   | Biélorussie 163,630 pts                     | Ukraine 161,785 pts                      |
| Double Mini par équipe résultats détaillés | Russie 114,2 pts                                     | Portugal 109,4 pts                          | Allemagne 104.5 pts                      |
| Tumbling par équipe résultats détaillés    | Russie 106,9 pts                                     | Biélorussie 101,5 pts                       | Danemark 101 pts                         |
| Trampoline résultats détaillés             | Dmitry Ushakov (RUS)                                 | Nikita Fedorenko (RUS)                      | Yuriy Nikitin (UKR)                      |
| Double Mini résultats détaillés            | Andre Pocinho (POR)                                  | Matthew Swaffer (GBR)                       | Laszlo Pobloth (GER)                     |
| Tumbling résultats détaillés               | Andrey Krylov (RUS)                                  | Siarhei Artsemenka (BLR)                    | Kristof Willerton (GBR)                  |
| Synchro résultats détaillés                | Mikalai Kazak (BLR) Viachaslau Modzel (BLR)          | Nathan Bailey (GBR) Luke Strong (GBR)       | Nuno Merino (POR) Diogo Ganchinho (POR)  |
| Femmes                                     |                                                      |                                             |                                          |
| Trampoline par équipe résultats détaillés  | Royaume-Uni 162,225 pts                              | Ukraine 158,560 pts                         | Biélorussie 157,035 pts                  |
| Double Mini par équipe résultats détaillés | Russie 101,9 pts                                     | Portugal 100,1 pts                          | Allemagne 99,5 pts                       |
| Tumbling par équipe résultats détaillés    | Russie 98,6 pts                                      | Grande-Bretagne 91,4 pts                    | Ukraine 90,8 pts                         |
| Trampoline résultats détaillés             | Tatsiana Piatrenia (BLR)                             | Victoria Voronina (RUS)                     | Laura Gallagher (GBR)                    |
| Double Mini résultats détaillés            | Sveltana Balandina (RUS)                             | Ana Robalo (POR)                            | Georgina Varley (GBR)                    |
| Tumbling résultats détaillés               | Rachael Letsche (GBR) Anna Korobeynikova (RUS)       |                                             | Victoria Danilenko (RUS)                 |
| Synchro résultats détaillés                | Tatsiana Piatrenia (BLR) Sviatlana Makshtarova (BLR) | Katherine Driscol (GBR) Amanda Parker (GBR) | Jessica Simon (GER) Anna Dogonadze (GER) |

### U21
| Épreuves                       | Or                         | Argent               | Bronze                |
| ------------------------------ | -------------------------- | -------------------- | --------------------- |
| Hommes                         |                            |                      |                       |
| Trampoline résultats détaillés | Alexandr Naumov (RUS)      | Luke Strong (GBR)    | Nail Iksanov (RUS)    |
| Femmes                         |                            |                      |                       |
| Trampoline résultats détaillés | Valentyna Liakhovska (UKR) | Karina Afonina (LAT) | Diana Kliuchnyk (UKR) |

### Junior
| Épreuves                                   | Or                                                 | Argent                                    | Bronze                                   |
| ------------------------------------------ | -------------------------------------------------- | ----------------------------------------- | ---------------------------------------- |
| Hommes                                     |                                                    |                                           |                                          |
| Trampoline par équipe résultats détaillés  | Russie 162,275 pts                                 | Allemagne, France 158,765 pts             |                                          |
| Double Mini par équipe résultats détaillés | Portugal 106,8 pts                                 | Russie 104,8 pts                          | Royaume-Uni 103,9 pts                    |
| Tumbling par équipe résultats détaillés    | Russie 102 pts                                     | Danemark 98,3 pts                         | Portugal 95,8 pts                        |
| Trampoline résultats détaillés             | Ángel Hernández (ESP)                              | Yauheni Hancovich (BLR)                   | Oleg Selyutin (RUS)                      |
| Double Mini résultats détaillés            | Bogdan Zivotovskiy (RUS)                           | Diogo Carvalho Costa (POR)                | Nathaniel Scott (GBR)                    |
| Tumbling résultats détaillés               | Alexander Bezyulev (RUS)                           | Greg Townley (GBR)                        | Adam Scharf Matthiesen (DEN)             |
| Synchro résultats détaillés                | Yauheni Hancovich (BLR) Uladzislau Hancharou (BLR) | Morgan Demiro (FRA) Brendan Renault (FRA) | Oleg Selyutin (RUS) Andrey Yudin (RUS)   |
| Femmes                                     |                                                    |                                           |                                          |
| Trampoline par équipe résultats détaillés  | Ukraine 149,475 pts                                | France 149,17 pts                         | Royaume-Uni 148,67 pts                   |
| Double Mini par équipe résultats détaillés | Russie 99,5 pts                                    | Royaume-Uni 95,5 pts                      |                                          |
| Tumbling par équipe résultats détaillés    | Royaume-Uni 93,6 pts                               | Belgique 91,8 pts                         | Portugal 91,7 pts                        |
| Trampoline résultats détaillés             | Lizaveta Kazlova (BLR)                             | Léa Labrousse (FRA)                       | Anna Tarnovska (UKR)                     |
| Double Mini résultats détaillés            | Polina troyanova (RUS)                             | Irina Alekseeva (RUS)                     | Tine Lioen (BEL)                         |
| Tumbling résultats détaillés               | Lucie Colebeck (GBR)                               | Tachina Peeters (BEL)                     | Daria Mironova (RUS)                     |
| Synchro résultats détaillés                | Carmen Schneider (GER) Aileen Rosler (GER)         | Maryia Lon (BLR) Lizaveta Kazlova (BLR)   | Susana Kochesok (RUS) Yana Pavlova (RUS) |